# Oradour-Fanais

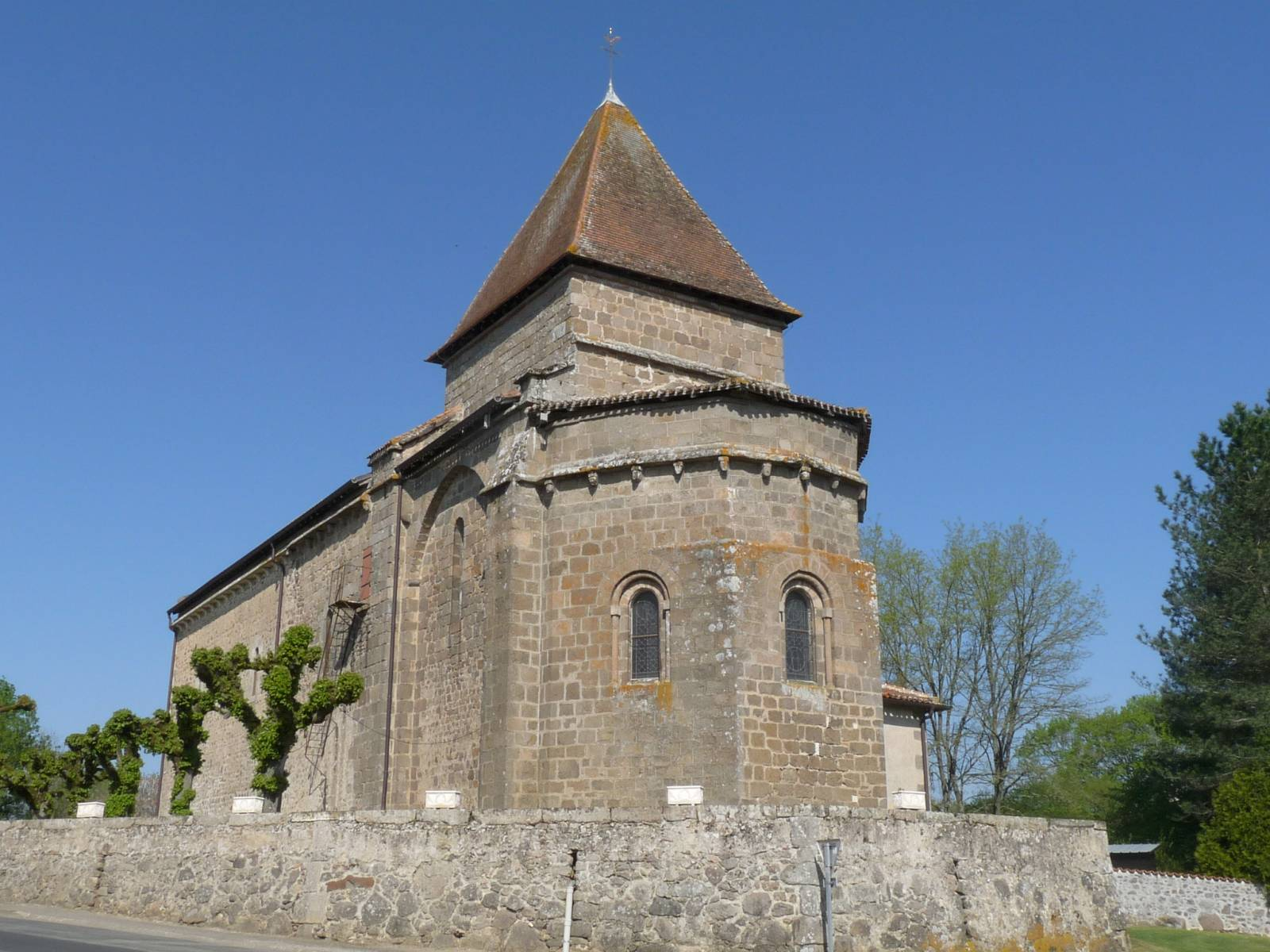
Kerk

Oradour-Fanais is een gemeente in het Franse departement Charente (regio Nouvelle-Aquitaine) en telt 342 inwoners (1999). De plaats maakt deel uit van het arrondissement Confolens.

## Geografie
De oppervlakte van Oradour-Fanais bedraagt 26,2 km², de bevolkingsdichtheid is 13,1 inwoners per km².
De onderstaande kaart toont de ligging van Oradour-Fanais met de belangrijkste infrastructuur en aangrenzende gemeenten.

## Demografie
Onderstaande figuur toont het verloop van het inwonertal (bron: INSEE-tellingen).